# Donald Macardle
Donald Macardle là một diễn viên và nhà văn sân khấu và điện ảnh người Ireland. Ông cũng từng là đạo diễn của bộ phim The King Cup năm 1933.

## Đóng phim
Diễn viên
- Người yêu cuối tuần của MacGregor (1922)
- Người giúp việc công bằng của Perth (1923)
- The Loves of Mary, Queen of Scots (1923)
- Người đồng tính Cô-rinh-tô (1924)
- Bí ẩn Kensington (1924)
- Nell Gwyn (1926)
- Mẹ (1927)
- The Guns of Loos (1927)
- Một người phụ nữ nhẹ nhàng (1928)
- Bondman (1928)

Biên kịch
- Lễ hội (1931)
- Thứ năm của con (1943)

Đạo diễn
- The King's Cup (1933)